# Himalanura
Genre
Himalanura est un genre de collemboles de la famille des Entomobryidae.

## Systématique
Le genre Himalanura a été créé en 1958 par l'entomologiste indien H. N. Baijal (d).

## Distribution
Les espèces de ce genre se rencontrent en Asie.

## Liste des espèces
Selon Checklist of the Collembola of the World (version du 8 septembre 2019) :
- Himalanura baijali Baquero & Jordana, 2014
- Himalanura bermani Tshelnokov, 1977
- Himalanura bulunkuli Tshelnokov, 1977
- Himalanura chailensis Baquero & Jordana, 2015
- Himalanura gelmani Tshelnokov, 1987
- Himalanura glauca (Tshelnokov, 1977)
- Himalanura himachalensis Baquero & Jordana, 2015
- Himalanura indica Baijal, 1958
- Himalanura kangbachensis (Yosii, 1966)
- Himalanura khumbuensis (Yosii, 1971)
- Himalanura magadani (Tshelnokov, 1977)
- Himalanura makaluae Yosii, 1971
- Himalanura martynovae Tshelnokov, 1977
- Himalanura nuptseae Yosii, 1971
- Himalanura pamirensis Yosii, 1966
- Himalanura pangpochensis Yosii, 1971
- Himalanura tundricola Tshelnokov, 1987
- Himalanura zaitzewi (Linnaniemi, 1919)

## Publication originale
- Baijal, 1958 : « Entomological survey of Himalaya. Part 28. Nival Collembola from the North-West Himalaya ». Proceedings of the National Academy of Sciences of India, vol. 28B, p. 349-360.